# Steatoda latrodectoides
Steatoda latrodectoides is een spinnensoort in de taxonomische indeling van de kogelspinnen (Theridiidae).
Het dier behoort tot het geslacht Steatoda. De wetenschappelijke naam van de soort werd voor het eerst geldig gepubliceerd in 1913 door Pelegrin Franganillo-Balboa.